# Владимир Капзамалов
Владимир Капзамалов е бивш български футболист, полузащитник.
Играл е за Шипченски сокол от 1927 до 1941 г. Има 154 мача и 32 гола в градското и областното първенство на Варна и държавното първенство на България. Шампион и носител на купата на страната през 1932, вицешампион през 1931 и 1933, трети през 1929. Има 1 мач за „А“ националния отбор и 1 мач за „Б“ националния отбор.